# Vesuvi
El Vesuvi (en italià: Vesuvio; en llatí: Vesuvius) és una muntanya volcànica de la Campània (Itàlia), situada a uns 12 km al sud-est de Nàpols. És famosa per l'erupció de l'any 79 dC que va sepultar les viles romanes de Pompeia i Herculà.
Té dos cims: l'ampla muralla semicircular del Somma (1.132 m) —cràter primitiu, destruït per una forta explosió en temps prehistòrics— i el Vesuvi pròpiament dit (1.277 m), amb el cràter actual, separat per una gran depressió de 5 km de llargada, anomenada Atrio del Cavallo a la banda de ponent i Valle dell'Inferno a la de llevant. La muntanya és un parc nacional del 1996 ençà, i l'accés al cim del cràter està controlat i és de pagament.
El Vesuvi té un cràter actiu; és l'únic volcà actiu de l'Europa continental. La rodalia és molt fèrtil i hi abunden les vinyes. L'última erupció del Vesuvi va tenir lloc en 1944, destruint bona part de la ciutat de Sant Sebastià.
Els grecs i els romans consideraven que es tractava d'un lloc sagrat dedicat a l'heroi i semideu Hèracles / Hèrcules, del qual va prendre el nom la ciutat d'Herculà, situada a la base de la muntanya. El Vesuvi va ser designat com un dels 16 Volcans de la Dècada, és a dir, com un dels volcans més perillosos del món.

## Etimologia
Vesuvius va ser un nom del volcà en ús freqüent pels autors de la República Romana tardana i el primer Imperi Romà. Les seves formes col·laterals eren Vesaevus , Vesevus , Vesbius i Vesvius. Els escriptors en grec antic utilitzaven Οὐεσούιον o Οὐεσούιος. Molts estudiosos des de llavors han ofert una etimologia. Atès que pobles de diferents ètnies i llengües van ocupar la Campània durant l’edat del ferro romana, l'etimologia depèn en gran manera de la presumpció de quina llengua s'hi parlava a l'època. Nàpols va ser poblada pels grecs, com el nom de Nea-polis , "Ciutat Nova", testimonia. Els oscs, un poble itàlic, vivien al camp. Els llatins també competien per l'ocupació de Campània. Als voltants hi havia assentaments etruscs. Es diu que altres pobles de procedència desconeguda hi van ser en algun moment per uns quants autors antics.
Algunes teories sobre el seu origen són:
- Del grec οὔ = "no" prefixat a una arrel de la paraula grega σβέννυμι o relacionada amb ella = "Jo apagar", en el sentit de "extinguible".[3][4]
- Del grec ἕω = "Llanço" i βίη "violència", "projecte de violència", *vesbia, aprofitant la forma col·lateral.[5]
- D'arrel indoeuropea, *eus- < *wees- < *h₁ews-, "brillar", "cremar", sentit "el que il·lumina", a través del llatí o Oscan.[6]
- D'una arrel indoeuropea *wes = " fogar " (compareu per exemple Vesta)

## Mitologia
El Vesuvi té una llarga tradició històrica i literària. Es considerava una divinitat del tipus Genius en el moment de l'erupció de l'any 79 dC: apareix sota el nom inscrit Vesuvi com una serp als frescos decoratius de moltes lararia, o santuaris domèstics, que sobreviuen de Pompeia. Una inscripció de Capua a IOVI VESVVIO indica que era adorat com un poder de Júpiter; és a dir, Júpiter Vesuvi.
Els romans consideraven que el Vesuvi estava dedicat a Hèrcules. L'historiador Diodor de Sicília relata una tradició segons la qual Hèrcules, en l'execució dels seus treballs, va passar pel país de Cumes proper en el seu camí a Sicília i hi va trobar un lloc anomenat "la plana Flegrea" (Φλεγραῖον πεδίον, "plana de foc"), d'un turó que antigament vomitava foc... ara anomenat Vesuvi". Estava habitada per bandolers gegants, "els fills de la Terra. Amb l'ajuda dels déus, va pacificar la regió i va continuar. Els fets darrere de la tradició, si n'hi ha, segueixen sent desconeguts, igual que si Herculaneum va rebre el seu nom. Un epigrama del poeta Marcial l'any 88 dC suggereix que tant Venus, patrona de Pompeia, com Hèrcules van ser adorats a la regió devastada per l'erupció del 79.

## Origen
El mont Vesuvi es va formar per una col·lisió de plaques tectòniques, l'africana i l'eurasiàtica. La placa eurasiàtica va empènyer l'africana cap a l'escorça terrestre. Els materials de l'escorça es van escalfar fins a fondre's, formant el magma, roques en estat líquid. Atès que el magma és menys dens que la roca en estat sòlid, va ser expulsat cap a l'exterior, buscant el punt més dèbil de la superfície, trencant-la i sortint. Les roques foses se solidifiquen i formen el volcà.

## Topografia

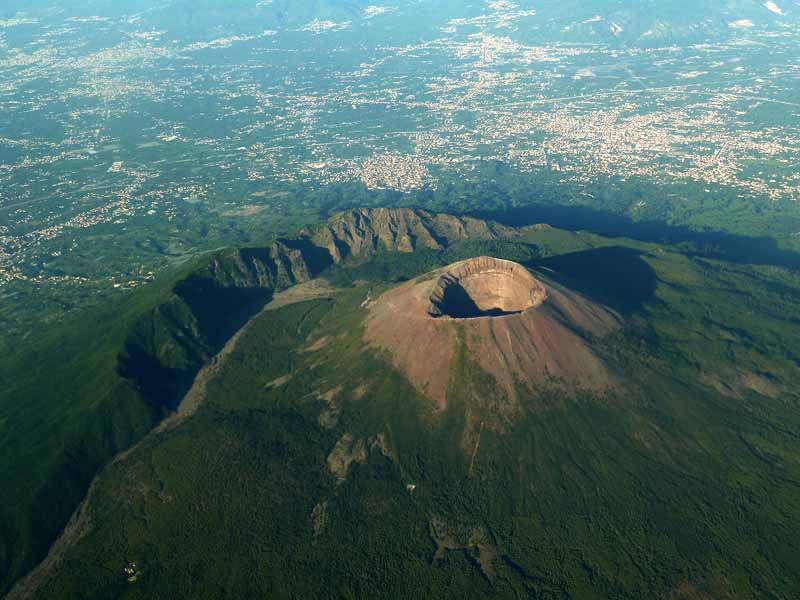
El con principal del Vesuvi i el penya-segat de la caldera de Monte Somma separats per la vall d'Atrio di Cavallo

El Vesuvi és un cim "geperut", format per un gran con parcialment encerclat per la vora escarpada d'una caldera cimera causada per l'enfonsament d'una estructura anterior (i originalment molt més alta) anomenada Mont Somma. El Gran Con es va produir durant l'erupció de l'any 79 dC. Per aquest motiu, el volcà també rep el nom de Somma-Vesuvi o Somma-Vesuvi.
La caldera va començar a formar-se durant una erupció fa uns 17.000–18.000 anys i es va ampliar per erupcions paroxístiques posteriors, que van acabar a la de l'any 79 dC. Aquesta estructura ha donat nom al terme " volcà somma ", que descriu qualsevol volcà amb una caldera cimera envoltant un con més nou.
Els penya-segats que formen la carena nord de la vora de la caldera de Monte Somma arriben a una alçada màxima de 1132 m a Punta Nasone. El cim del con principal del Vesuvi és 1281 m sobre el nivell del mar i més de 400 m per sobre dels 5 km llarga vall d'Atrio di Cavallo (el pis nord de la caldera de Monte Somma).
Els vessants del volcà estan marcats per colades de lava, mentre que la resta són densament vegetats, amb matolls i boscos a més altitud i vinyes més avall.

## Història
El 340 aC, es va lliurar a la seva rodalia una batalla entre romans i llatins en la qual el cònsol P. Decius va morir. La batalla fou lliurada en una plana al vessant nord, a la vora d'un riu o torrent (vegeu Veseris). El 73 aC, Espàrtac es va refugiar en aquesta muntanya amb els gladiadors i esclaus fugitius, i allí va derrotar el pretor romà Clodi Glabre.
La seva primera erupció coneguda fou el 24 d'agost de l'any 79, quan la cendra va engolir Pompeia, Herculà i Stabia (els habitants d'aquesta darrera van morir suposadament asfixiats pels gasos, segons Plini el Jove. Va tornar a fer erupció el 203, el 472 i el 512. Després, es van produir algunes erupcions menors fins a la del 1611. Les altres explosions més violentes foren les del 1631, 1822, 1906 i 1944. L'última erupció, precedida d'alguna activitat, es va produir el 18 de març del 1944, i destruí parcialment els edificis de San Sebastiano al Vesuvio i de Massa di Somma, i va cessar el 24 de març.
El 1880, es va instal·lar el primer funicular que pujava al Vesuvi. Va ser destruït per l'erupció del 1906. Es va reconstruir el 1909, però l'erupció de 1944 el va tornar a destruir i ja no ha estat reconstruït.

Erupció de l'any 79.

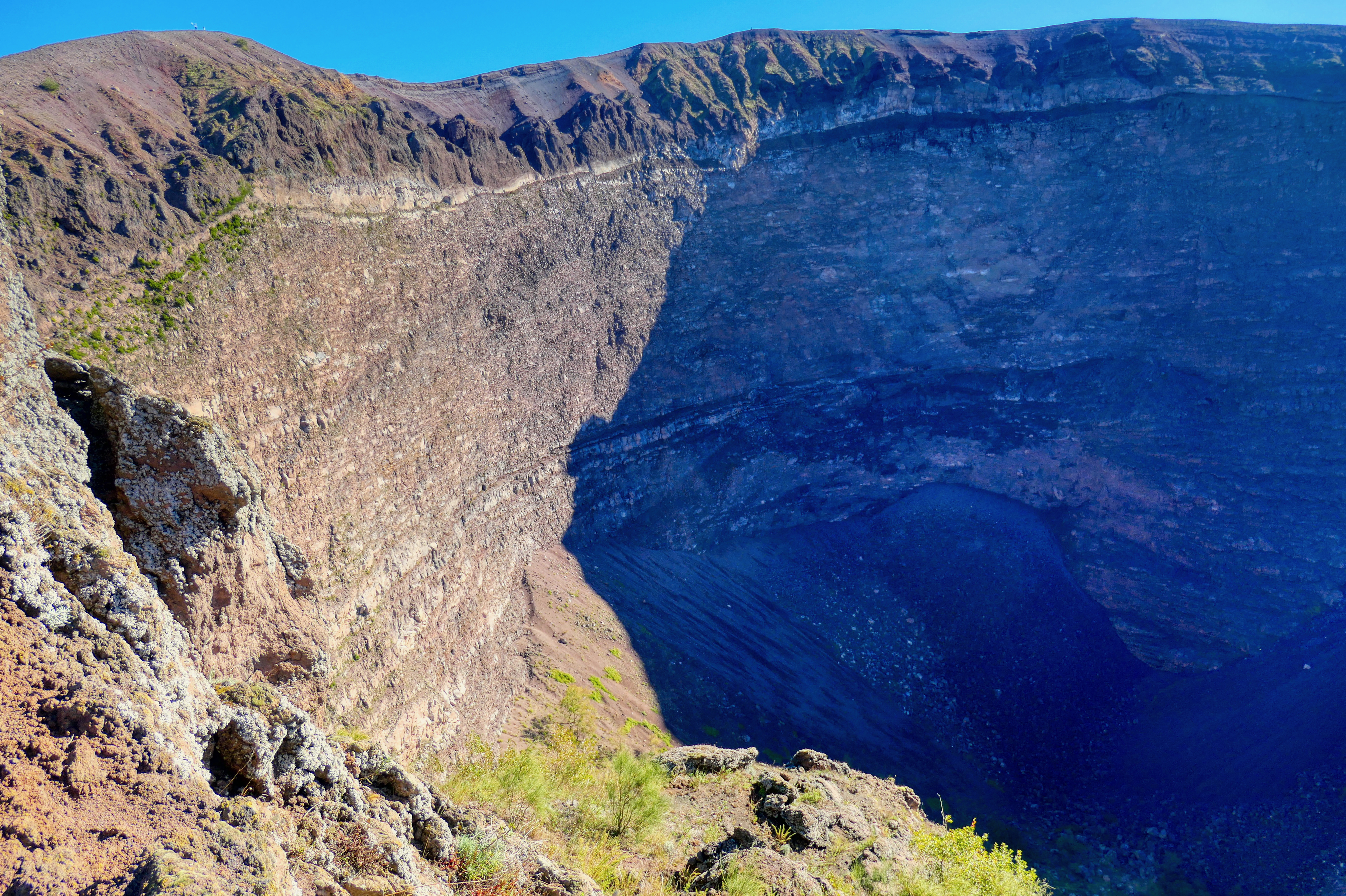
Part interior del cràter del Vesuvi.

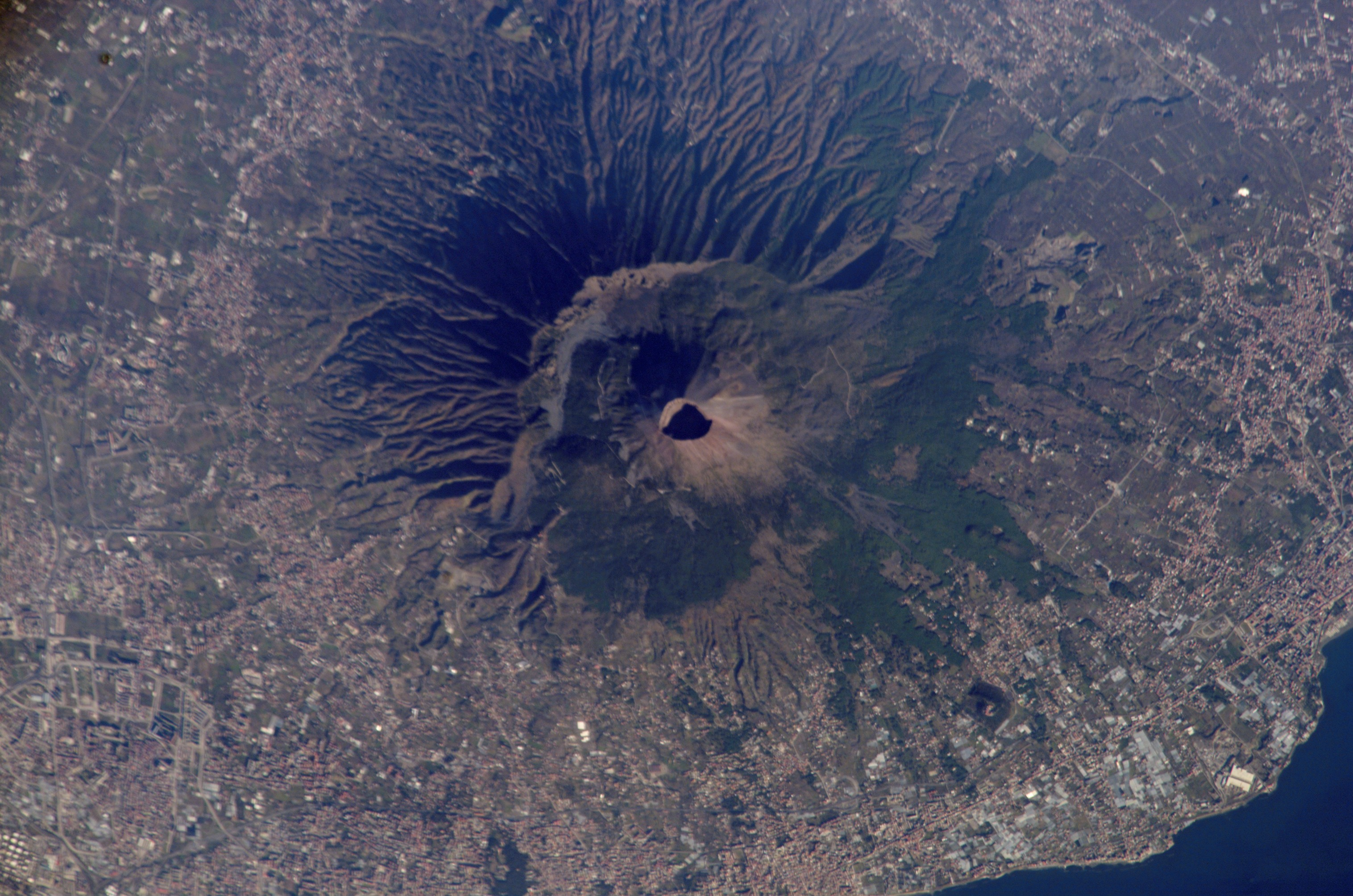
Vesuvi vista des de satèl·lit.

## Descripció física
La topografia està formada per dos elements:
- la muntanya Somma al nord, envoltant parcialment la caldera, dins la qual es troba el con actual, originada aquesta caldera per l'esfondrament d'una estructura anterior i més elevada.
- el Gran Con es va originar durant l'erupció de l'any 79. Per aquesta raó, al volcà també se'n diu Somma-Vesubi.

La caldera va començar a formar-se durant una erupció fa uns 17.000 anys (o 18.300),  ampliada per antigues i violentes erupcions concloent amb la del 79. Aquesta estructura ha pres el seu nom del terme "volcà somma", el qual descriu al volcà amb una cimera en caldera envoltada d'un con recent.
L'alçada del con principal ha canviat constantment per les erupcions, però en el present és de 1281 msnm. La muntanya Somma té 1149 msnm d'alt, i està separat del con principal per la vall d'Atri di Cavallo, d'uns 5 km d'extensió. Els vessants de la muntanya estan marcats pels fluxos de lava, amb molta vegetació, amb matolls a cotes altes i vinyes a les baixes. El Vesuvi és un volcà actiu, encara que la seva activitat corrent produeixi més que res vapor emanat des de les esquerdes al peu del cràter.
El Vesuvi és un volcà compost, situat al límit convergent on la placa africana comença a ser subduïda sota la placa euroasiàtica. La seva lava està composta de viscosa andesita. Capes de lava, escòries, cendres, i pedra tosca componen la muntanya. Als vessants hi ha dos doms de lava, sorgits el 1891 i 1895.

## Formació
El Vesuvi es va formar del resultat de la col·lisió de dues plaques tectòniques, l'africana i l'euroasiàtica. La primera va ser forçada per sota de la segona, arribant a molta profunditat sota l'escorça terrestre. El material de l'escorça va ser escalfat fins a fondre's, formant el magma. Com que el magma és menys dens que la roca sòlida al seu voltant, és empès cap amunt, buscant un lloc més feble a la superfície de la Terra, trencant-la i formant el volcà.

## Víctimes de l'erupció
S'estima que a Pompeia vivien de 10.000 a 25.000 persones, mentre que Herculano aconseguia només una població d'uns 5000 habitants. No se sap exactament quanta gent va morir per l'erupció, encara que han estat recuperades unes 1150 restes de cossos. Per afinar la xifra caldria fer motlles amb les seves impressions als dipòsits de cendra i els voltants de Pompeia. A Herculano s'han trobat restes d'uns 350 cossos (300 en criptes voltades descobertes el 1980). No obstant això, aquests números podrien indicar un enorme i infravalorat nombre del total de morts a la regió afectada per l'erupció.
El 38% de les víctimes de Pompeia es van trobar als dipòsits de cendra; la majoria dins d'edificacions. Es creu que van morir principalment per l'esfondrament de les teulades. Fora dels edificis es va trobar un escàs nombre de víctimes, que probablement van morir per caigudes de teules o de grans roques projectades pel Vesuvi. Això difereix de l'experiència actual, ja que en els darrers quatre-cents anys només un 4% de les víctimes van morir per pluja de cendres durant erupcions explosives. El 62% restant de morts trobats a Pompeia ho van ser per les onades de dipòsits piroclàstics i, per tant, van sucumbir a causa d'elles; probablement per una combinació d'asfíxia, durant la inhalació de cendra, i a causa de l'ona expansiva i els enderrocs projectats al seu voltant. En contrast amb les víctimes trobades a Herculano, l'examen de la roba.

## El futur
Les grans erupcions plinianes que van expulsar quantitats de magma que rondaven el quilòmetre cúbic, la més recent de les quals va arrasar Pompeia, han passat després de períodes d'inactivitat d'uns quants milers d'anys. Les erupcions subplinianes que produïen prop de 0,1 km³, com les erupcions de 472 i 1631, han estat més freqüents amb una diferència d'uns pocs centenars d'anys entre elles. Des de l'erupció del 1631 fins a la del 1944, cada pocs anys s'ha vist que, comparativament, una erupció petita emetia 0,001-0,01 km³ de magma. Això sembla mostrar que la quantitat de magma expel·lida pel Vesuvi en una erupció augmenta i linealment de manera aproximada a uns 0,001 km³ cada any. Això dona una xifra extremadament aproximada de 0,06 km³ per erupció després de 60 anys d'inactivitat.

### Pla d'emergència
El pla d'emergència davant d'una erupció assumeix per tot això que el pitjor escenari possible seria una erupció similar en mida i tipus a la del 1631 (IEV 4). En aquest escenari, els vessants del Vesuvi, estenent-se fins a uns 7 km des del con, estarien exposades a fluxos piroclàstics que podrien escombrar-les, mentre que gran part de l'àrea circumdant podria patir pluges de tefra. Pels vents imperants, les ciutats del sud i est del volcà es troben la majoria en situació de risc, i es dona per fet que l'acumulació de tefra pugui excedir els 100 kg/m² -que comporta el risc de l'esfondrament de teulades- podent estendre's el perill fins a Avellino a l'est i Salernal sud-est. En direcció a Nàpols, al nord-oest, s'assumeix que aquesta perillosa pluja de tefra amb prou feines s'estendran més enllà dels vessants del volcà. L'àrea específica realment afectada per núvols de cendra dependrà de les circumstàncies particulars que acompanyin l'erupció.
La zona vermella (a la vegada subdividida en 5 zones intermunicipals) s'estén en 200 km a la rodona i comprèn 18 localitats de la zona vesubiana,  que són les que corren més risc en cas d'erupció. Els municipis afectats pel pla nacional són: Boscoreale, Boscotrecase, Cercola, Ercolano, Massa di Somma, Ottaviano, Pollena Trocchia, Pompeia, Portici, Sant'Anastasia, San Giorgio a Cremano, San Giuseppe Vesuviano, SantSomma Vesuviana, Terzigno, Torre Annunziata, Torre del Greco i Trecase. Els esforços en curs van encaminats a reduir la població resident a la «zona vermella», demolint les edificacions construïdes il·legalment, establint un parc nacional al voltant dels costats superiors del volcà per prevenir la construcció de més edificis i oferint beneficis fiscals a la gent que es mudi. La meta és reduir el temps necessari per evacuar la zona, intentant que en uns 20 o 30 anys es pugui realitzar en dos o tres dies.